# Aloys Schwarze
Aloys Schwarze (* 16. November 1921 in Paderborn; † 1. Dezember 1990 in Lübeck) war ein deutscher Politiker (SPD).
Schwarze besuchte zunächst die Volksschule und danach das Gymnasium, an dem er 1940 das Abitur machte. Anschließend war er bis zum Ende des Zweiten Weltkriegs Soldat und geriet in Kriegsgefangenschaft. Nach seiner Rückkehr begann er eine Ausbildung zum Journalisten in Bielefeld und in Frankfurt. Ab 1948 war er verantwortlicher Redakteur in Paderborn. Er war Mitglied im Deutschen Journalisten-Verband und in der Gewerkschaft IG Druck und Papier.
Schwarze trat 1945 der SPD bei und war von 1958 bis 1971 Vorsitzender des SPD-Unterbezirks Paderborn-Büren. Zudem war er Vorsitzender des SPD-Bezirksausschusses Ostwestfalen-Lippe. Von 1953 bis 1964 war er Ratsherr der Stadt Paderborn und danach war er im Kreistag Paderborn. Schwarze rückte am 12. Juni 1956 für Ernst Schlensker in die dritte Wahlperiode nach und gehörte dem Landtag auch noch in der vierten und fünften Wahlperiode bis zum 23. Juli 1966 an. In der sechsten Wahlperiode wurde er nicht wiedergewählt, rückte aber am 13. Mai 1968 für Knulp Goeke nach. Ebenso in der siebten Wahlperiode, als er am 24. März 1971 für den verstorbenen Karl Schröder nachrückte.